# جوگومسان
جوگومسان (به لاتین: Jugeumsan) یک کوه در کره جنوبی است که در کره جنوبی واقع شده‌است. جوگومسان ۸۷۷٫۲ متر بالاتر از سطح دریا واقع شده‌است.